# Bongi Ndaba
Bongi Ndaba (sinh năm 1972) là nhà sản xuất và nhà viết kịch bản cho truyền hình, nữ diễn viên và nhà viết kịch người Nam Phi. Từ năm 2012 đến 2014, cô là tác giả chính và đồng sản xuất cho Thế hệ opera xà phòng Nam Phi, đã làm việc hậu trường cho chương trình trong tám năm trước và tổng cộng mười một năm. Là một nữ diễn viên, cô được biết đến nhiều nhất với vai Goneril trong sê-ri mini King Lear của SABC1 (chuyển thể thành Izingane Zobaba), phát sóng vào năm 2008. Tác phẩm đáng chú ý nhất của cô là nhà viết kịch là Shreds and Dreams, được viết vào năm 2004, được chuyển thể thành sê-ri nhỏ cùng tên và đã chạy từ năm 2010 trên TVSA.

## Tiểu sử
Khi còn là một cô gái trẻ, cô đã thử vai thành công với tư cách là một nữ diễn viên cho Công ty Playhouse ở Durban, được chọn bởi một học viên sân khấu Themi Venturas. Cô tiếp tục học nghệ thuật biểu diễn chuyên nghiệp tại Đại học Công nghệ Durban và khi còn là sinh viên, đã phát triển niềm đam mê viết kịch. Sau khi hoàn thành một văn bằng thứ hai về Giáo dục tại UKZN, Ndaba chuyển đến Johannesburg vì những cơ hội có sẵn trong truyền hình trong thành phố. Bài viết của cô được chú ý bởi Liên hoan nhà văn mới của Nhà hát thị trường, và cô được trao cơ hội làm việc cùng với tiểu thuyết gia, nhà thơ và nhà viết kịch Zakes Mda. Sau khi tham gia vào quá trình tuyển chọn kéo dài sáu tháng, cạnh tranh để thực tập cho Thế hệ opera xà phòng, cô, trong số 8 người khác, đã được thuê trong một nhóm gồm 230 người. Cô được bổ nhiệm làm nhà viết kịch bản chính vào năm 2012 và phục vụ trong vai trò này cho đến khi từ chức năm 2014.
Năm 2016, 2015, cô là nhà viết kịch bản chính của Isidingo, một vở opera xà phòng truyền hình nổi tiếng ở Nam Phi. Một trong những tập phim gây tranh cãi nhất mà cô viết cho chương trình này là tập 29, được phát sóng vào ngày 26 tháng 4 năm 2017. Tập này được phát sóng chỉ một ngày trước ngày 27 tháng 4, đánh dấu 23 năm Tự do ở Nam Phi. Tập phim này nhấn mạnh Bongi Ndaba là một nhà văn truyền hình Nam Phi táo bạo nhất, táo bạo nhất. Trong tập này, nhân vật chính của chương trình dành sự tôn trọng đến vị trí mộ của cha mình trong một trang trại. Sau đó, anh ta được hai người đàn ông phân biệt chủng tộc da trắng tiếp cận, bắt đầu gọi anh ta bằng những tên xúc phạm. Hai người đàn ông chôn người đàn ông còn sống trong một ngôi mộ nông. Tập này được theo sau bởi một chuỗi ba tập khác được phát sóng vào ngày 1, 2 và 3 tháng 5 năm 2017, được đưa tới Ủy ban Khiếu nại Phát thanh của Nam Phi (BCCSA).